# فيليبي جوناتان
فيليبي جوناتان (بالبرتغالية: Felipe Jonatan‏) هو لاعب كرة قدم برازيلي، ولد في 15 فبراير 1998 في فورتاليزا في البرازيل. لعب مع نادي سانتوس.

## وصلات خارجية
- فيليبي جوناتان على موقع قاعدة بيانات كرة القدم.إي يو (الإنجليزية)
- فيليبي جوناتان على موقع Soccerway.com (الإنجليزية)